# كولا (قرية)
كولا (بالروسية: Кола) هي إحدى مدن روسيا في الكيان الفدرالي الروسي مورمانسك أوبلاست.

## توأمة
لكولا (قرية) اتفاقيات توأمة مع كل من:
- Inari, Finland [الإنجليزية]‏
- هامرفست
- Övertorneå [الإنجليزية]‏
- سودانكيلا [الإنجليزية]‏
- Inari (village) [الإنجليزية]‏